# Aleksej Aleksandrovič Čadov
Aleksej Aleksandrovič Čadov (in russo Алексей Александрович Чадов?; Mosca, 2 settembre 1981) è un attore russo.

## Biografia
È nato a Mosca il 2 settembre 1981. Dopo la morte del padre, avvenuta nel 1986, è vissuto con sua madre Galina Petrovna Čadova e con suo fratello Andrej, di circa un anno maggiore. Entrambi i ragazzi hanno iniziato a recitare a scuola e proseguito a livello amatoriale preso il teatro municipale di Peredelkino. Aleksej quindi ha frequentato la scuola d'arte drammatica Ščepkin di Mosca, presso cui si è diplomato nel 2003.
Il suo debutto cinematografico è avvenuto come protagonista nel 2002 in Vojna (in inglese War) di Aleksej Balabanov. Lo stesso anno ha ricevuto il premio per il miglior attore al festival del cinema di Montreal.

## Filmografia
- Vojna (2002)
- Igry motyl'kov (2004)
- Na bezymjannoj vysote (2004)
- I guardiani della notte (Nochnoy dozor), regia di Timur Bekmambetov (2004)
- 32 dekabrja (2004) (TV)
- Vtoroj front (Secondo fronte, 2005)
- 9 rota (2005)
- I guardiani del giorno (Dnevnoy dozor), regia di Timur Bekmambetov (2006)
- Graf Montenegro (2006)
- Serko (2006)
- Živoy (2006)
- Žara (2006)
- Sluga Gosudarev (2007)
- Orangelove (2007)
- Stritrejsery (2008)
- Miraž (2008)
- Poslednij poezd so stancii Roppongi (2008)
- Ljubov' v bol'šom gorode (2009)
- Ljubov' v bol'šom gorode 2 (2010)
- Ironija ljubvi (2010)
- Slove (2011)
- Dvojnaja Splošnaja. Ljubov' (2011) (TV)
- Vij (Вий, Viy), regia di Oleg Stepčenko (2014)

## Doppiatori italiani
- Stefano Crescentini in I guardiani della notte, I guardiani del giorno